# Алмир Аганспахић
Алмир Аганспахић (Сарајево, 12. септембра 1996) босанскохерцеговачки је фудбалер који тренутно наступа за Шкендију. Био је члан кадетске и младе репрезентације Босне и Херцеговине.

## Трофеји и награде
Сарајево
- Куп Босне и Херцеговине : 2013/14.[4]